# はっけんTV
『はっけんTV』（はっけんてれび）は、2013年4月3日から九州・沖縄のNHK総合テレビジョンで放送される昼前の地域情報番組である。

## 概要
9年半続いた『ぐるっと8県 九州沖縄』の後番組である。
2012年まで九州朝日放送の契約キャスターだった武藤麻美をメインキャスターに起用した。番組のテーマソングもアメリカの昔の名曲を採用した。
2014年4月のリニューアルでテロップが変更され、アニメーションが無くなりオープニングは週替わりで設定される様になった。
2015年4月のリニューアルにより、番組ロゴでもあるテレビのキャラクターがオープニングに再び出演するようになった（但し、開始当初とは違う新規のもの）。
前番組でメインキャスターだった野尻あかねは『はっけんラジオ』の担当となったが、当番組はこの番組と連動し、九州・沖縄8県のいろんなものを「発見」していく。また後半の福岡県域枠もコーナーの入れ替えなどを行った。NHK福岡局のマスコットキャラクター、カンガルーの「ふっく」の出番（福岡県域枠）は木曜から金曜に変わったが、これは北九州局が「ハレピョン」をマスコットキャラクターにしており、2017年度まで放送されていた『きたきゅうたいむ』のタイトルにも登場させているためである。
『ぐるっと』に引き続き福岡局とNHKエンタープライズ九州支社が制作を担当する。
2016年4月14日に発生した平成28年熊本地震関連の臨時報道『ニュース「熊本地震」関連』をNHK福岡放送局のスタジオから九州沖縄ブロックで11:05（当初は11:10） - 11:30に放送する特別編成を同年4月28日までとった。このため期間中の当番組のニュースコーナーは放送されなかった（5月2日から再開）。
2020年4月上旬から放送時間を11:45からに短縮していたため、当番組は九州・沖縄全局で同時間からの放送。4月13日から5月29日までは福岡局・北九州局・佐賀局のみでの放送となっていた。
2021年3月30日以降、放送時間を11:40からに短縮し11:54までの全編を九州広域での放送に変更。鹿児島局では月曜から木曜日の放送となり、沖縄局での放送は2021年3月18日の放送をもって打ち切りとなった。
2023年4月7日より、金曜日に鹿児島局でも放送されるようになる。

## 放送時間
ブロック枠（沖縄局は『沖縄ちゅらテレビ』を放送）
平日 11:40 - 11:54
福岡県域枠（北九州局も含める）
平日 11:57 - 12:00
特記事項
- 祝日、年末年始編成実施日は休止。その他国会、高校野球・メジャーリーグやオリンピックなどのスポーツ中継等で休止の場合あり。また重大ニュースや台風・大雨・地震（おおむね震度5弱以上および津波警報・注意報発令時）などの災害発生時に九州・沖縄ブロック向け特設ニュースもしくは東京発の全国向け特設ニュースが組まれた場合は、11:57から福岡県域のみ福岡局女性契約キャスター（1週間交代）が出演し、気象情報及びお知らせもしくはその日のスタジオ見学者を紹介する場合がある（休日除く）。
- 北九州局は2017年度まで金曜後半を『きたきゅうたいむ』に差し替えていた。NHKの働き方改革に伴う地域放送見直しで打ち切られ、2018年度から県域完全フル放送に。
- 11:54からの「気象情報」前半3分（全国ネット版）は東京発（金曜日の北九州局を含むその他の各県向け放送も同じ）である。
- 毎月1日（1月のみ4日）は、緊急警報放送の試験信号を送出するため、1分早く終了し11:59までとなる。
- 2022年7月8日は番組開始数分後に「安倍元首相 奈良市で演説中に倒れる（安倍晋三銃撃事件）」などというニュース速報のテロップが流れ、この直後に東京発の緊急ニュースに切り替わり強制打ち切り終了となった。
- 2022年12月26日 - 28日は、松井が休演し、気象情報は吉竹顕彰が代演した。
- 2023年の大型連休の平日5月1日・2日は、九州各県ごとの気象情報を取り止め、福岡局から九州沖縄の気象情報として松井が伝えた（佐賀局は非ネット）。
- 2023年の年末年始の平日12月25日 - 28日・2024年1月4日 - 5日は、九州各県ごとの気象情報を取り止め、福岡局から九州沖縄の気象情報として松井が伝えた（佐賀局は非ネット、2024年1月4日 - 5日のみ鹿児島局と大分局は非ネット、2024年1月4日 - 5日の気象情報のみ沖縄局は臨時ネット）。
- 2024年の大型連休の平日4月30日・5月1日・2日は、九州各県ごとの気象情報を取り止め、福岡局から九州沖縄の気象情報として松井が伝えた（佐賀局は非ネット、気象情報のみ沖縄局は臨時ネット）。

### 過去
番組開始時から2021年3月18日まで
ブロック枠
平日：11:30 - 11:45
福岡県・佐賀県枠（2020年3月18日までは福岡県域枠）
平日 11:45 - 12:00（以前は11:59.55）

## 出演者

### 現在の出演者
- 鹿野未涼（キャスター・2022年4月11日 - 元鹿児島放送アナウンサー）[5][6]
- 篠﨑麻由子（キャスター・2023年4月10日 - 元九州朝日放送アイタガール）[7][6]
  - 当番組のキャスターを担当する週は原則R1の「九州沖縄の気象情報」（16:55 - 17:00）、『はっけんラジオ』内の「九州沖縄のニュース」、18時50分の「福岡県のニュース・天気予報・あすの暦」を担当する[注釈 6][注釈 7]。
- 松井渉（気象予報士、日本気象協会九州支社）

### 過去の出演者
- 岩野留衣（アシスタント、主に福岡県域を担当・2015年3月27日まで）
- 武藤麻美（メインキャスター、2013年4月 - 2019年3月、元『KBCニュースピア』アンカー）
- 柴田文子（福岡県域キャスター・2019年4月 - 2022年3月11日、2021年度は広域放送にも出演し辻本との隔週出演に変更、元東北放送スポーツ記者）
- 辻本彩乃（キャスター・2015年3月30日 - 2023年3月9日[注釈 8][8][注釈 9] 元鹿児島テレビ専属リポーター）
- ふっく（金曜県域枠、福岡局マスコットキャラクター）[注釈 10]

## 主なコーナー
九州向け（前半）
- スマホではっけん（月曜）[9]（月曜・初回2023年4月24日）
  - 『はっけんラジオ』を担当するメインパーソナリティが、現在の福岡局玄関前（大濠公園側）の状況について中継・リポートを行う。
- 気になるはっけん（火曜 - 木曜）
  - キャスターが、九州沖縄の気にスポットを紹介。
- 気になるお天気!（金曜）
  - 松井気象予報士が、週末の九州沖縄の予報について詳しく解説。

九州向け（後半）
- きょうのはっけん（月曜 - 木曜）
- はっけんスペシャル（隔週金曜）
- 旬の○○いただきます（隔週金曜）

## 過去
九州沖縄向け
- 九州沖縄のニュース（3分間・『ロクいち!福岡』のキャスターがメインで担当していた[注釈 11]）放送時間の短縮に伴い2021年3月18日で終了
- はっけんナビ（月1回・2022年度）

福岡県・佐賀県向け
- おうちdeレストラン（月曜）
- はっけん!福岡（水曜）
- ハッピーキッチン（木曜）
- ふっくナビ→ふっくのル〜（金曜）

## スタジオ
前番組から引き続き、福岡局1Fのパークサイドスタジオを使用する。学校等の見学・職場体験等も随時受け入れていた。